# Río Nanpan
El río Nanpan (en chino simplificado, 南盘江; pinyin, Nánpán Jiāng) tiene su origen en la meseta Yungui, al oriente de Yunnan. Luego fluye hacia el este, formando parte de la frontera entre las provincias de Guizhou y Guangxi. Se une con el río Beipan para convertirse en el río Hongshui. Tiene aproximadamente 950 kilómetros de largo.
Una parte del río Nanpan está bloqueada por la presa Tianshengqiao (天生桥大坝, Tiānshēngqiáo dà bà) que forma el lago Wànfēng (万峰湖).
A lo largo del río Nanpan, muchos puertos eran propiedad del clan Cen, que se estableció en Guangxi para reprimir una rebelión hacia 1053 d. C.